# Luís de Barcelos Merens Lobo
 Luís de Barcelos Merens Lobo  (Angra, — Angra) foi um militar português. 

## Biografia
Foi Segundo Tenente que foi do batalhão de artilharia de Angra do Heroísmo, aquartelado na Fortaleza de São João Baptista, no Monte Brasil, junto à cidade de Angra do Heroísmo.
Aderiu em 1828 à revolução liberal e quando se reformou era  tenente-coronel.
Foi filho de Manuel Simplício Ferreira e de D. Hermenegilda Eufémia de Barcelos Merens.